# تام شادیاک
تام شادیاک (به انگلیسی: Tom Shadyac) (زاده ۱۱ دسامبر ۱۹۵۸) کارگردان، فیلمنامه‌نویس، تهیه‌کننده و نویسنده آمریکایی است. جوانترین جوک نویس تا به حال برای باب هوپ کمدین، شادیاک به‌طور گسترده برای نویسندگی و کارگردانی فیلم‌های کمدی‌اش شناخته می‌شود. در سال ۲۰۱۰، شادیاک از ژانر کمدی کناره‌گیری کرد و فیلم مستند من هستم را نوشت، کارگردانی و روایت کرد، که به بررسی ترک سبک زندگی مادی‌گرایانه‌اش پس از درگیری سه سال قبلش در یک تصادف با دوچرخه می‌پردازد.
شادیاک استاد سابق ارتباطات در کالج سیور دانشگاه پپرداین است. وی در سال ۲۰۱۱ در کنفرانس امور جهانی شرکت کرد. در سال ۲۰۱۵، شادیاک شروع به تدریس فیلم در دانشگاه کلرادو بولدر کرد، که از ترم بهار آن سال شروع شد. اکنون شادیاک در دانشگاه ممفیس فیلم تدریس می‌کند.

## دوران زندگی
شادیاک در فالز چرچ، ویرجینیا در خانواده جولی و ریچارد شادیاک، یک وکیل متولد شد. مادرش لبنانی الاصل و پدرش اصالتی نیمه ایرلندی و نیمه لبنانی داشت. مادرش که در سال ۱۹۹۸ بر اثر سرطان درگذشت.
شادیاک در سال ۱۹۹۷ با جنیفر بارکر ازدواج کرد. آنها در نهایت طلاق گرفتند.
در سال ۲۰۰۷، شادیاک پس از یک تصادف دوچرخه در ویرجینیا دچار سندرم پس از ضربه مغزی شد، و یک دوره طولانی سردرد حاد و حساسیت بیش از حد به نور و صدا را تجربه کرد. این آسیب به دنبال اثرات تجمعی آسیب‌های خفیف قبلی به سر بود که شادیاک از موج‌سواری، دوچرخه‌سواری در کوهستان و بازی بسکتبال متحمل شده بود. شادیاک به دلیل صدای زنگ مداوم در گوش‌هایش که بیش از یک دوره شش‌ماهه به طول انجامید، مجبور شد در کمد تاریک خانه اش بخوابد و پزشکان معالج او قادر به تعیین اینکه آیا و چه زمانی این زنگ قطع می‌شود یا خیر. شادیاک بعداً توضیح داد: "در نقاطی احساس خودکشی کردم. این یک فاجعه بود.
پس از بهبودی نهایی از حادثه ۲۰۰۷، شادیاک بخش عمده ای از دارایی خود را فروخت، مقادیر قابل توجهی پول اهدا کرد، پناهگاهی برای بی‌خانمان‌ها در شارلوتزویل، ویرجینیا افتتاح کرد، و کمک مالی کلیدی به یک ابتکار در تلوراید، کلرادو کرد. برای کنار گذاشتن یک منطقه طبیعی در ورودی شهر. او عمارت ۱۷٫۰۰۰ فوت مربعی (۱٫۶۰۰ متر مربع) خود را در لس آنجلس فروخت و به پارک تریلر اختصاصی Paradise Cove در مالیبو، کالیفرنیا نقل مکان کرد. شادیاک به دنبال تغییر جهت و ساده‌سازی زندگی خود بود. او خود را از صنعت فیلم حذف کرد و در مورد تجربه خود در کتابچه راهنمای عملیات زندگی نوشت. وقتی بعداً از او پرسیده شد که اگر ضربه مغزی را تجربه نمی‌کرد آیا تغییر جهتش رخ می‌داد، شادیاک پاسخ داد: خوشبختی از کلمه «اتفاق» می‌آید که به چیزهایی که بیرون از شما می‌گذرد مربوط می‌شود. اتفاقی که برای من می‌افتاد قطعاً از درون بود. اما بعد از اینکه همه چیز را رها کردم، لذت بسیار بیشتری در زندگی خود احساس کردم. رضایت خیلی بیشتر با این حال، هیچ ایرادی ندارد که پول زیادی به دست آوریم… این اصلاً قضاوتی در مورد کسی نیست. من فقط خیلی بیشتر از نیازم را می‌گرفتم و این برای من خوب نبود.

## فیلم‌شناسی
فهرست از فیلم‌هایی که تام شادیاک در آنها به کارگردانی یا فیلم‌نامه‌نویسی پرداخته‌است:
- فرانکشتاین: سال‌های دانشگاه (۱۹۹۱)
- ایس ونچورا: کارآگاه حیوانات (۱۹۹۴)
- پروفسور دیوانه (۱۹۹۶)
- دروغگو دروغگو (۱۹۹۷)
- پچ آدامز (۱۹۹۸)
- سنجاقک (۲۰۰۲)
- بروس قدرتمند (۲۰۰۳)
- ایوان قدرتمند (۲۰۰۷)
- من هستم (۲۰۱۰)
- برایان بنکس (۲۰۱۸)

### تهیه‌کننده
- پروفسور دیوانه ۲ (۲۰۰۰)
- پذیرفته (۲۰۰۶)
- اکنون شما را چاک و لری اعلام می‌کنم (۲۰۰۷)
- خوشحال (۲۰۱۱)